# Nainpur
Nainpur là một thành phố và khu đô thị của quận Mandla thuộc bang Madhya Pradesh, Ấn Độ.

## Địa lý
Nainpur có vị trí 22°26′B 80°07′Đ / 22,43°B 80,12°Đ Nó có độ cao trung bình là 447 mét (1466 foot).

## Nhân khẩu
Theo điều tra dân số năm 2001 của Ấn Độ, Nainpur có dân số 21.769 người. Phái nam chiếm 51% tổng số dân và phái nữ chiếm 49%. Nainpur có tỷ lệ 75% biết đọc biết viết, cao hơn tỷ lệ trung bình toàn quốc là 59,5%: tỷ lệ cho phái nam là 81%, và tỷ lệ cho phái nữ là 68%. Tại Nainpur, 12% dân số nhỏ hơn 6 tuổi.